# Kalne (hromada Kozowa)
Kalne – wieś na Ukrainie w rejonie tarnopolskim należącym do obwodu tarnopolskiego.
W czasie okupacji niemieckiej mieszkające tutaj ukraińskie małżeństwo Kernyckich udzielało pomocy Żydom. W 1996 roku Instytut Jad Waszem uhonorował za to Wołodymyra Kernyckiego (pośmiertnie; został zabity w 1947 roku przez ukraińskich nacjonalistów) i Paraskowiję Kernycką tytułami Sprawiedliwych wśród Narodów Świata.